# 츠비카우어 담역
츠비카우어 담역(U-Bahnhof Zwickauer Damm)은 베를린 노이쾰른구 그로피우스슈타트에 있는 U7의 역이다. 1970년 1월 2일 츠비카우어 담 연장 구간의 일부로 개통했다. 1972년 7월 1일 루도역으로 연장되기 전까지는 종착역이었다.
라이너 륌러가 설계했으며 단순함을 위주로 설계했다. 섬식 승강장 중간에 계단이 있으며, 계단 주위의 벽은 벽돌 재질로 마감했다. 역사 외벽은 밝은 황토색으로 마감했고 중앙을 따라서 역명이 표기된 흰 줄무늬가 있다. 승강장 내 기둥은 어두운 회색 내지는 검은색이며, 천장과 승강장은 회색이다.
2018년 말 1960년대와 1970년대 서베를린에 건설된 도시 철도역 12곳의 일부로 베를린의 건축유산으로 지정되었다.
2020년 1월 22일 엘리베이터가 운영을 시작했다. 설치 예산으로 약 160만 유로가 소요되었다.
베를린 버스 271번과 환승 가능하다.

## 인접 철도역
| 베를린 지하철 7호선                 | 베를린 지하철 7호선 | 베를린 지하철 7호선 |
| ----------------------------------- | ------------------- | ------------------- |
| 부츠키알레 라트하우스 슈판다우 방면 | U7                  | 루도 방면           |